# Rock Racing

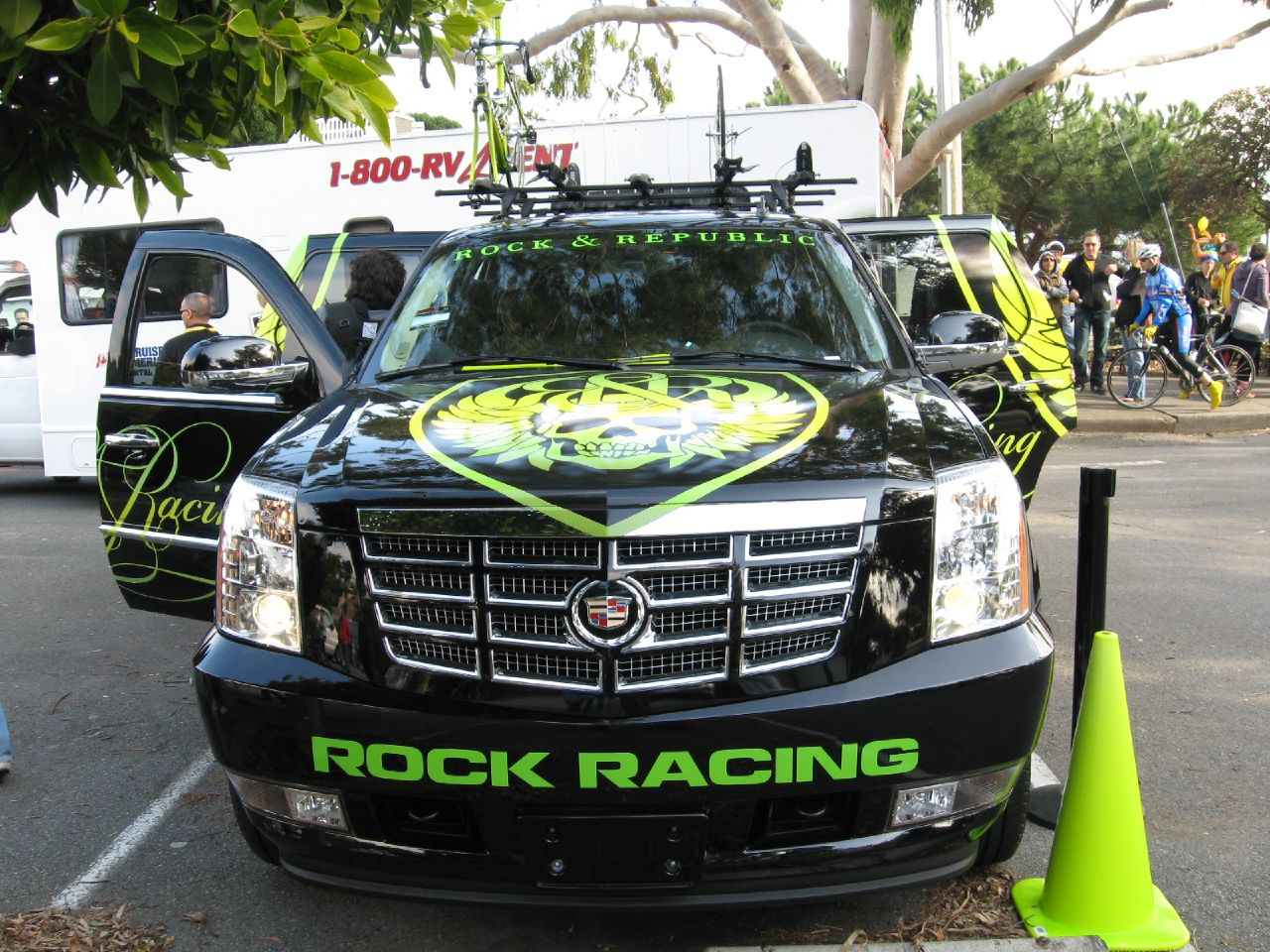
Vehicle de l'equip al 2008

L'equip Rock Racing (codi UCI: RRC) va ser un equip ciclista professional dels Estats Units. Va tenir categoria Continental de 2007 a 2009.

## Principals victòries
- Reading Classic: Óscar Sevilla (2008)
- Volta al llac Qinghai: Tyler Hamilton (2008)
- Volta a Astúries: Francisco Mancebo (2009)
- Tour de Utah: Francisco Mancebo (2009)
- Volta a Chihuahua: Óscar Sevilla (2009)
- Volta a Mèxic: Óscar Sevilla (2010)

### Grans Voltes
- Tour de França
  - 0 participacions

- Giro d'Itàlia
  - 0 participacions

- Volta a Espanya
  - 0 participacions

## Classificacions UCI

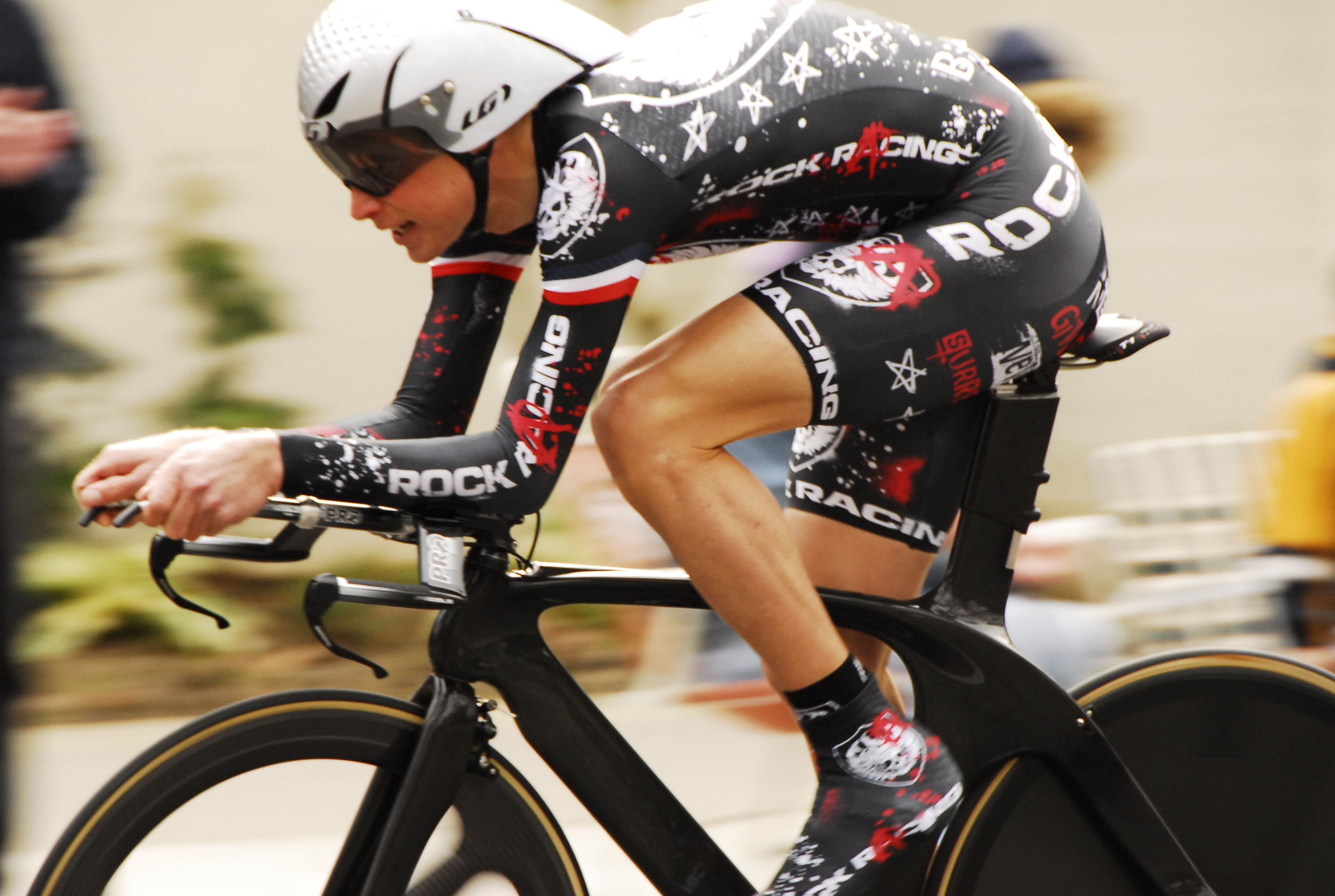
Chris Baldwin al 2009

L'equip participà en les proves dels circuits continentals i principalment en les curses del calendari de l'UCI Amèrica Tour. Aquesta taula presenta les classificacions de l'equip als circuits, així com el seu millor corredor en la classificació individual.
UCI Amèrica Tour
| Temporada | Classificació per equips | Millor ciclista en la classificació individual |
| --------- | ------------------------ | ---------------------------------------------- |
| 2007      | 25è                      | Kayle Leogrande (169è)                         |
| 2008      | 4t                       | Óscar Sevilla (9è)                             |
| 2009      | 5è                       | Francisco Mancebo (12è)                        |

UCI Àsia Tour
| Temporada | Classificació per equips | Millor ciclista en la classificació individual |
| --------- | ------------------------ | ---------------------------------------------- |
| 2008      | 9è                       | Tyler Hamilton (8è)                            |

UCI Europa Tour
| Temporada | Classificació per equips | Millor ciclista en la classificació individual |
| --------- | ------------------------ | ---------------------------------------------- |
| 2008      | 116è                     | Víctor Hugo Peña (1139è)                       |
| 2009      | 46è                      | Francisco Mancebo (90è)                        |

UCI Oceania Tour
| Temporada | Classificació per equips | Millor ciclista en la classificació individual |
| --------- | ------------------------ | ---------------------------------------------- |
| 2009      | 12è                      | Glen Chadwick (15è)                            |